# Angraecopsis lisowskii
Espèce
Angraecopsis lisowskii Szlach. & Olszewski est une espèce de plantes de la famille des Orchidaceae et du genre Angraecopsis. C’est une plante endémique du Cameroun.

## Étymologie

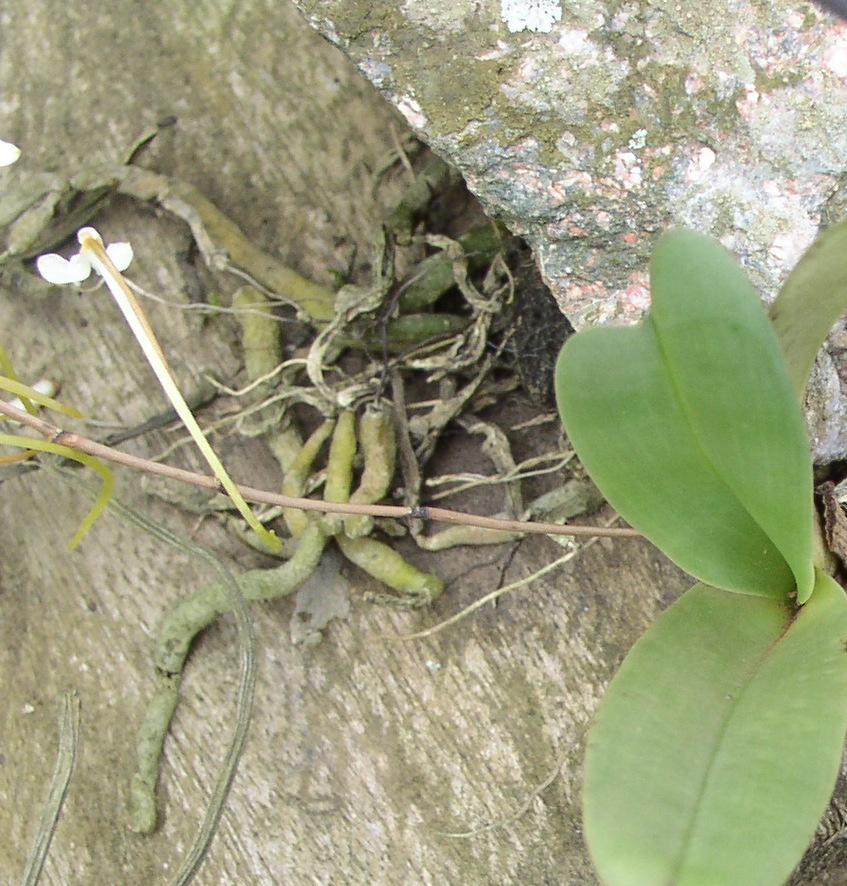
Racines.

Son épithète spécifique lisowskii rend hommage au botaniste Stanislas Lisowski.

## Description
Épiphyte, on la trouve à environ 3 mètres de hauteur, à une altitude comprise entre 1 150 et 1 800 mètres.